# Christina Maslach
Christina Maslach (ur. 21 stycznia 1946) – emerytowana profesor psychologii Uniwersytetu Kalifornijskiego.

## Życiorys
Córka George`a Maslacha, wnuczka polskich emigrantów Michała Maślacha oraz Anny Pszczółkowskiej. Jej mężem był Philip Zimbardo. Mają dwie córki.
Kształciła się w Radcliffe College. Studia ukończyła, magna cum laude, w 1967. Doktorat z psychologii obroniła w 1971 na Uniwersytecie Stanforda. Zapoczątkowała badania nad wypaleniem zawodowym. Profesor roku 1997.